# Réminiscence archéologique de l'Angélus de Millet
Réminiscence archéologique de l'Angélus de Millet est un tableau du peintre espagnol Salvador Dalí réalisé en 1935.
| Image externe |                                                                                       |
|               | Réminiscence archéologique de l'Angélus de Millet, image protégée par droit d'auteur. |

## Présentation
Cette huile sur panneau est inspirée, comme son nom l'indique, de L'Angélus de Jean-François Millet. Elle est conservée au Salvador Dali Museum, à St. Petersburg, en Floride. Ce tableau évoquant d'une façon archéologique L'Angélus de Millet représente une ruine au milieu d'un désert encerclée de montagne.